# Ла Мариня Оксидентал
Ла Мариня Оксидентал (на испански: La Mariña Occidental; на галисийски: A Mariña Occidental) е район (комарка) в Испания, част от провинция Луго на автономната област Галисия. Населението е около 27 700 души.

## Общини в района
- Серво
- Виседо
- Виверо
- Хове (галис. Шове)